# Vilma Lehrmann-Amschler
Vilma Lehrmann-Amschler (* 25. Juli 1910 in Vršac (Werschetz); † 23. Dezember 1989 in Wedel) war eine deutsche Bildhauerin.

## Leben
Vilma Lehrmann-Amschler wurde als Wilhelmine Lehrmann geboren. Sie begann ihre künstlerische Ausbildung an der Kunstgewerbeschule in Graz und wechselte 1930 an die Staatliche Hochschule für bildende Künste in Berlin (heute UdK), wo sie bei Waldemar Raemisch angewandte Kunst, Baukunst und Silberschmiedekunst studierte. In Berlin erhielt sie ihre ersten Aufträge. Für die dort neu erbaute Jugoslawische Gesandtschaft schuf sie eine Brunnenplastik (Wasserspeier) und ein Staatswappen als Steinrelief über dem Eingang des Kanzleitrakts, welches nicht mehr erhalten ist. In den Jahren 1944 und 1945 war sie an der künstlerischen Ausgestaltung eines Neubaus des Architekten Werner March für die Deutsche Schule Emdrup in Kopenhagen beteiligt. Vilma Lehrmann war zudem als Silberschmiedin tätig. Sie schuf Erinnerungsplaketten zu Eheschließungen oder Konfirmationen, aber auch Schmuckstücke. 1940 entwarf und gestaltete sie im Auftrag der Firma Krupp ein Zweihänderschwert, dass Reichsmarschall Hermann Göring zum Geschenk gemacht wurde.
Zusammen mit ihrem späteren Mann, dem Kunstmaler Alfred Amschler aus Würzburg, zog sie nach Kriegsende 1945 nach Rissen, 1948 dann weiter nach Wedel. Dort bewohnte das Künstlerpaar ab 1955 ein Wohn- und Atelierhaus An der Aue 1. Zusammen mit ihrem Mann schuf sie im Rahmen des „Kunst am Bau“-Programms zwischen 1948 und 1976 mehr als 40 Arbeiten im öffentlichen Raum der Stadt Hamburg, vor allem Bronzeplastiken. Nach dem Tod ihres Mannes 1978 übernahm Lehrmann-Amschler keine Aufträge mehr. Ihre letzten Lebensjahre verbrachte sie in schlechtem Gesundheitszustand in einem Pflegeheim.
Vilma Lehrmann-Amschler wurde auf dem Friedhof Wedel beigesetzt.
In ihrem Testament vermachte Vilma Lehrmann-Amschler ihr Vermögen von 600.000 Euro der Stadt Wedel mit der Zweckbindung, eine Stiftung zur Kulturförderung zu gründen. Diese Stiftung ist seit 1996 fördernd tätig und heißt inzwischen Amschler-Stiftung. 1999 fand anlässlich des zehnjährigen Todestages von Vilma Lehrmann-Amschler eine Retrospektive im Ernst-Barlach-Museum von Wedel statt. 2005 wurde durch die Stadt Wedel ein Teil der Kunstwerke aus der Hinterlassenschaft zur Mehrung des Stiftungsvermögen verkauft.
Neben zahlreichen figürlichen Werken hat das Künstlerehepaar Vilma Lehrmann und Alfred Amschler der Stadt Wedel auch ein schriftliches Erbe hinterlassen. Die Sammlung von Abbildungen, Feldpostbriefen und privaten Schreiben ist im Stadtarchiv Wedel zu finden.

## Werke im öffentlichen Raum
Zu den Werken von Vilma Lehrmann-Amschler im öffentlichen Raum Hamburgs gehören:
- Lesender Junge, vor der Grundschule Iserbarg, Rissen[7]
- Kind mit Hund, vor der Polizeiwache 25, Silcherstraße in Hamburg-Bahrenfeld (1963)[7]
- Fuchs, Eichhörnchen, Marder: jeweils Keramik-Relief (1960) an der Stirnwand der Reihenhäuser Ermlandweg 13, Ermlandweg 21 und Grellkamp 50 in Hamburg-Langenhorn[8]
- Spielende Kinder (1963), Ecke Gerckensplatz 1/Lentersweg in Hamburg-Hummelsbüttel

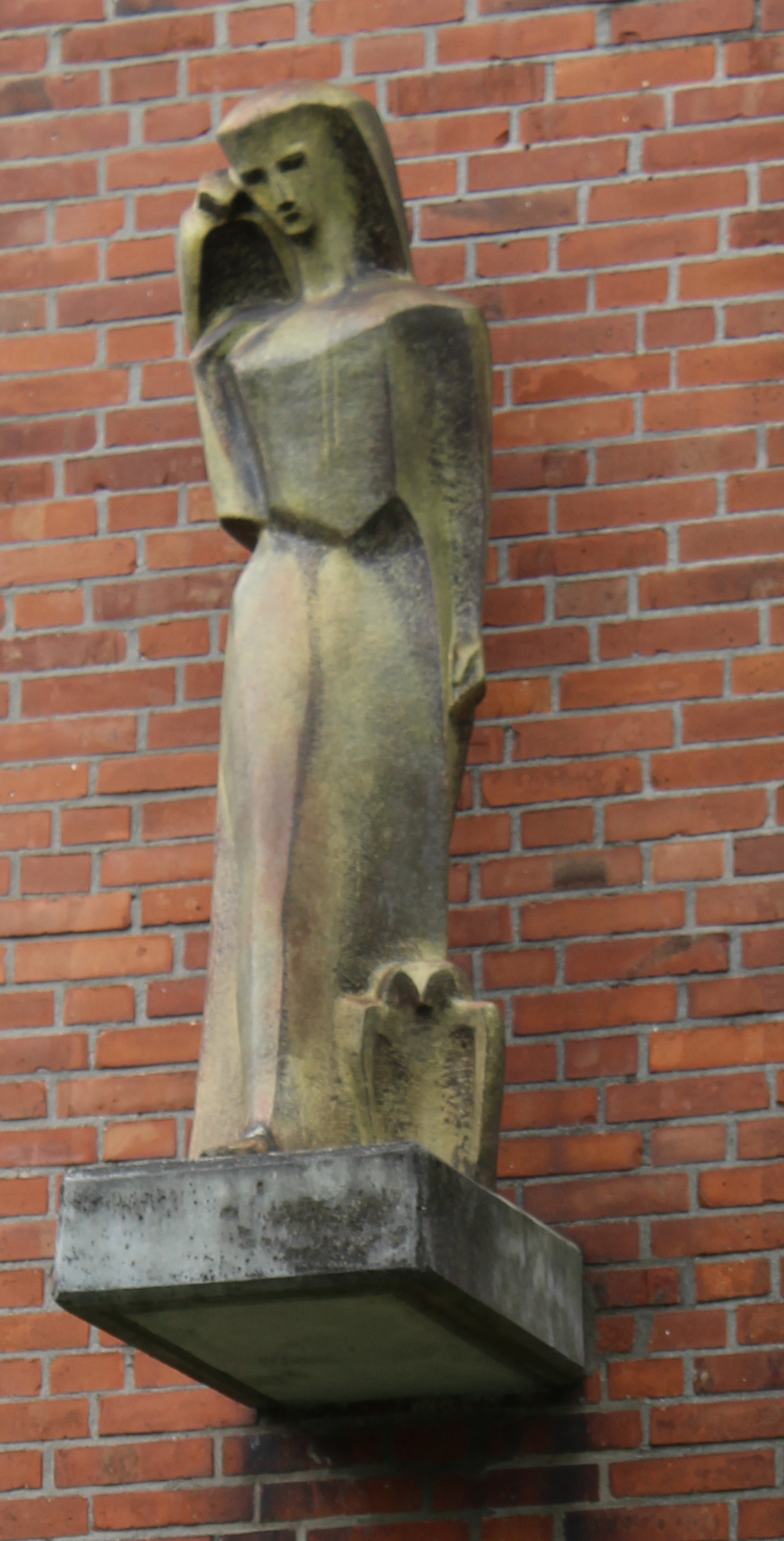
Athena Düppelstraße, Hamburg-Altona

Folgende Werke befinden sich im Besitz des Hamburger Wohnungsunternehmens SAGA, bzw. wurden als Kunst am Bau an Immobilien der SAGA angebracht:
- Drei Frauengestalten, Keramikskulpturen an der Hauswand Düppelstraße 7–11 in Altona (1957)[10]
- Wolken und Vögel, Drahtplastik an Hausgiebel im Sandweg in Eimsbüttel (1958). Die Plastik ist mit Stand 2010 nicht mehr angebracht.[11]
- An der Wand Lehnende, Bronze an Giebelwand im Garten, Wigandweg 15 in Groß Borstel (1960)
- Spielende Kinder, Bronze im Böttcherkamp 103e, Lurup (1968)
- Brunnen (Bronze), Mehlandsredder 20 in Großlohe-Nord (1966)
- Reiher im Schilf, Bronzeprägung im Format 27,5 × 16 cm, im Besitz der SAGA (1968)
- Reiher im Schilf, Bronze im Heerbrook 2/4 in Iserbrook (1963)
- Liegende mit Vogel, Bronze im Format 16 × 25 cm, im Besitz der SAGA (undatiert)
- Lesende Frau, Bronze, im Besitz der SAGA (undatiert)
- Vegetativ, Bronze, Am Hegen/Hegeneck 4 – hinter Haus 4 in der Grünanlage, 1968

Unter den Skulpturen in Lübeck befinden sich folgende Werke von Lehrmann-Amschler:
- Spielende Kinder, Bronze, Liegewiese der Schwimmhalle Kücknitz, Flenderstr 87a, Lübeck-Kücknitz (1965)
- Spielende Kinder, Bronze im Innenhof der Otto-Passarge-Schule (heute Baltic-Gesamtschule), Briggstraße 11, Lübeck-Buntekuh (1968)
- Spielende Kinder, Bronze auf dem Schulhof der Mühlenweg-Grundschule, Moislinger Mühlenweg 56–58, Lübeck-Moisling (1968)

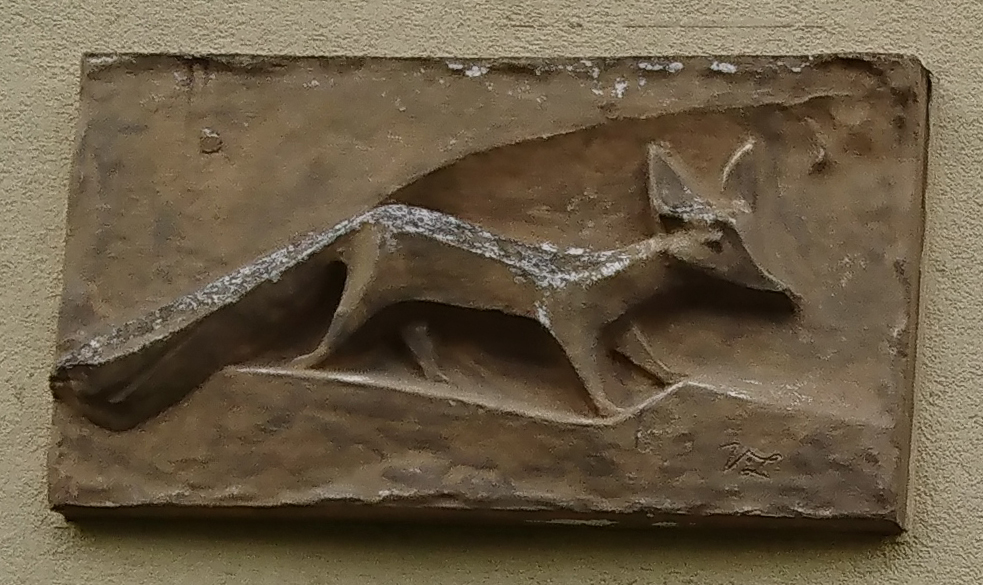
Fuchs, Ermlandweg 13, Hamburg-Langenhorn
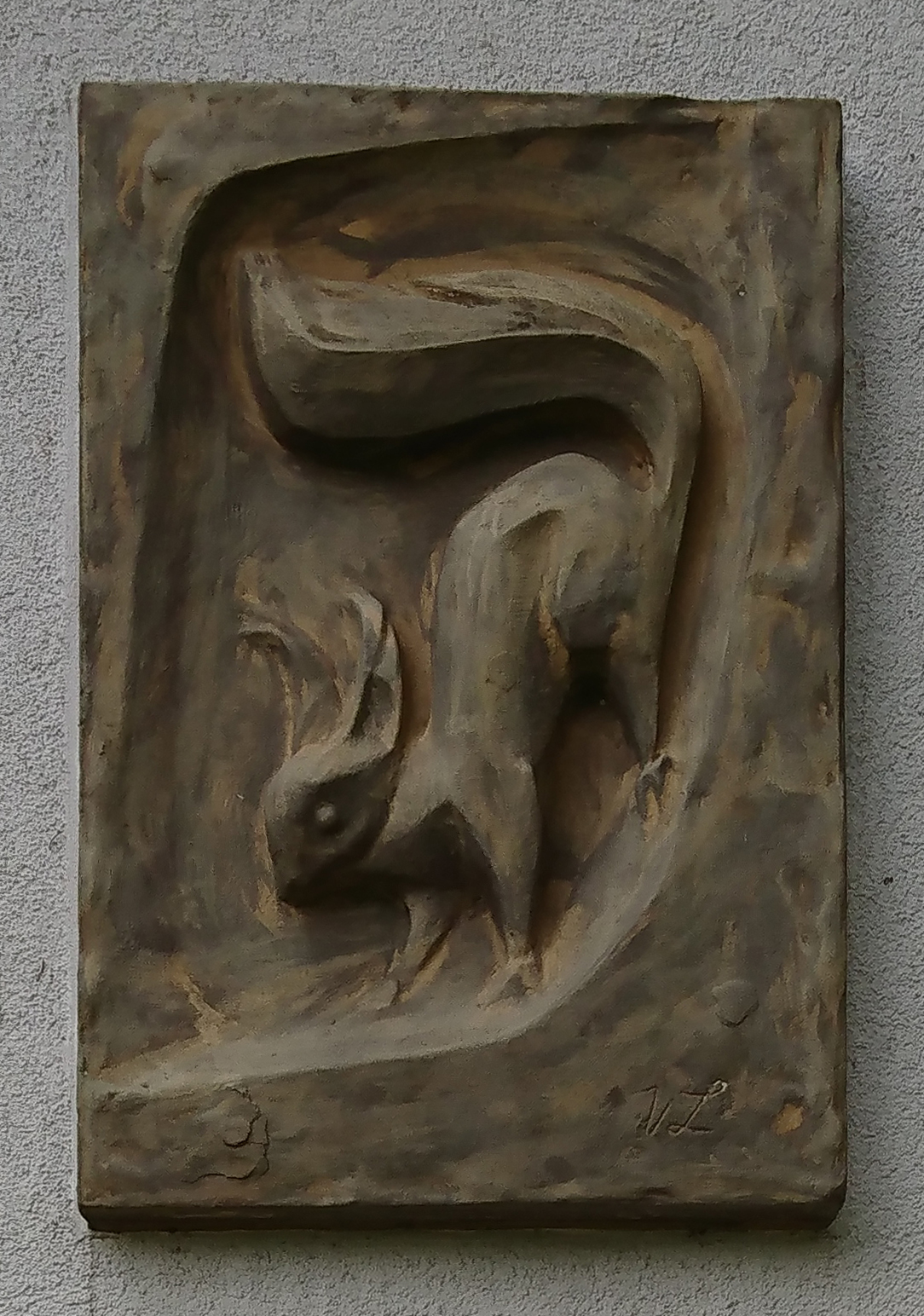
Eichhörnchen, Ermlandweg 21, Hamburg-Langenhorn
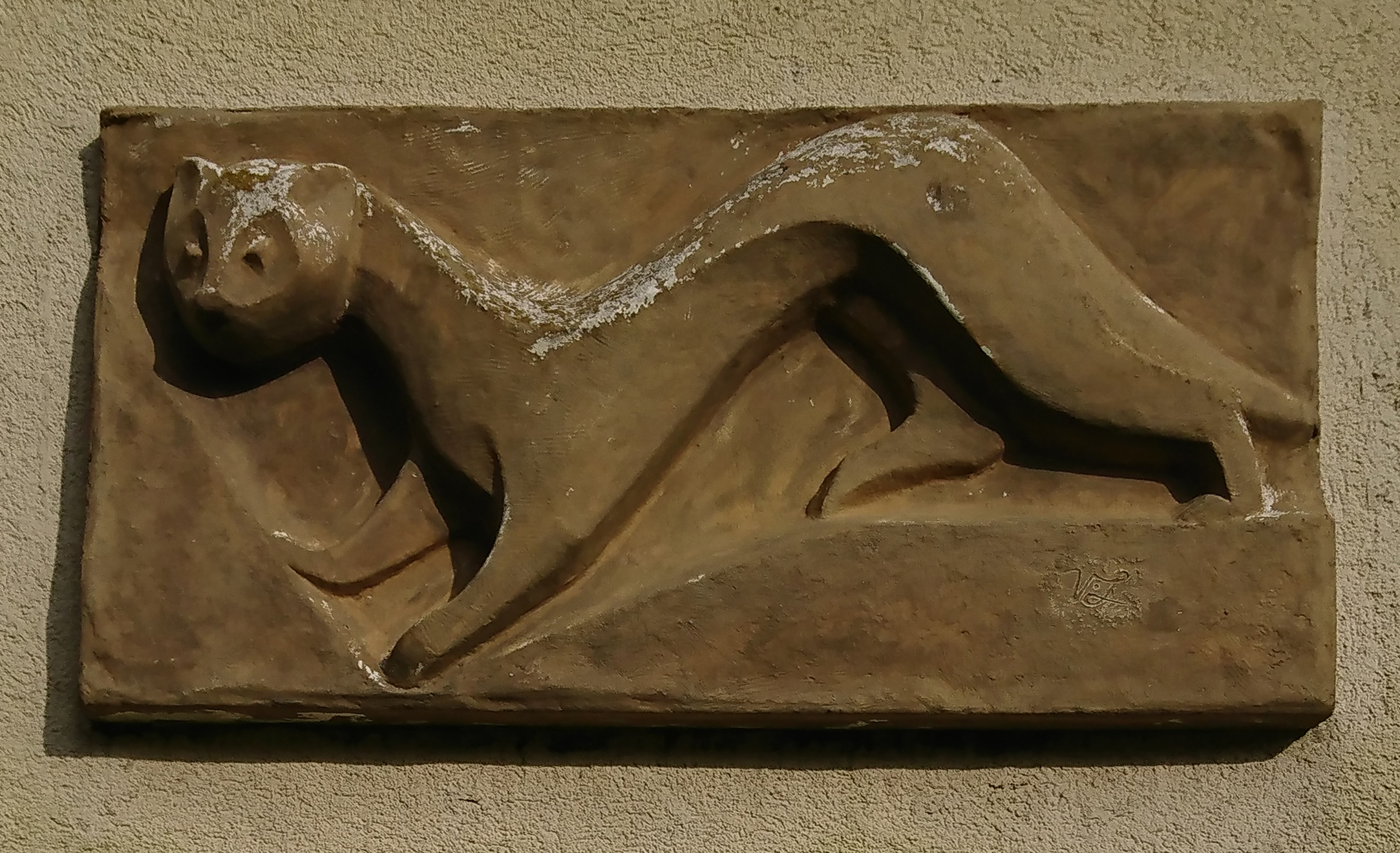
Marder, Grellkamp 50, Hamburg-Langenhorn
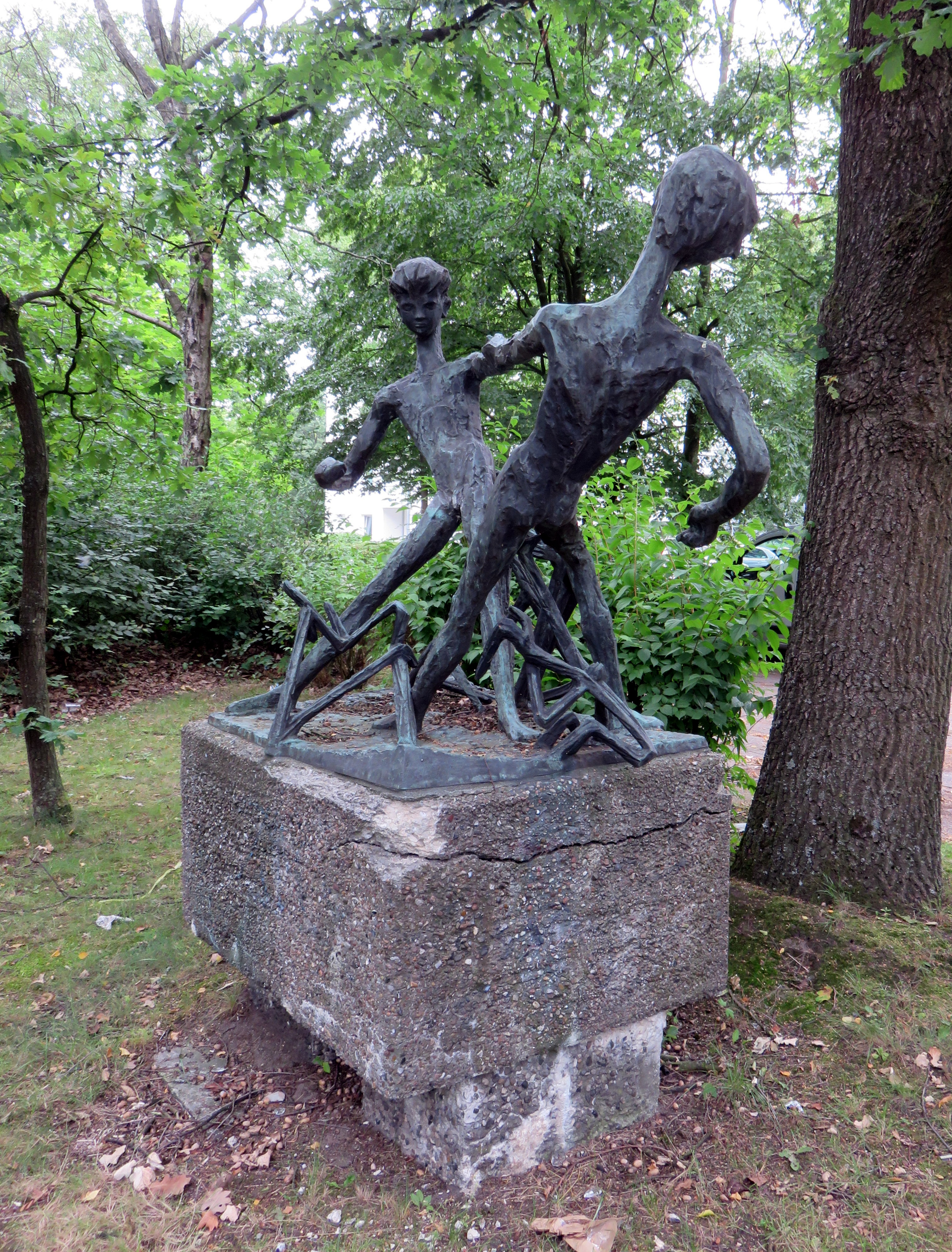
Spielende Kinder, Gerckensplatz 1, Hamburg-Hummelsbüttel